# Bahnhof Besançon Franche-Comté TGV
Der Bahnhof Besançon Franche-Comté TGV (französisch Gare de Besançon Franche-Comté TGV) im Norden der Agglomeration von Besançon ist einer von zwei neuen Bahnhöfen an der Hochgeschwindigkeitsstrecke LGV Rhin-Rhône. Er ist am 11. Dezember 2011 gleichzeitig mit der Neubaustrecke in Betrieb gegangen und soll jährlich von 1,1 Millionen Fahrgästen genutzt werden. Das Bahnhofsgebäude wurde mit dem Prädikat für ökologisches Bauen ausgezeichnet, da 75 Prozent des Energiebedarfs aus erneuerbaren Quellen kommt. Die Baukosten wurden auf 32 Millionen Euro geschätzt.

## Infrastruktur
Der Bahnhof Besançon Franche-Comté TGV verfügt insgesamt über sechs Gleise, darunter zwei Durchfahrtsgleise für nichthaltende TGV-Züge. Es gibt zwei Gleise für haltende TGV-Züge und zwei Stumpfgleise für Regionalzüge, die zwischen dem neuen Bahnhof und dem Bahnhof Besançon-Viotte pendeln, außerdem eine Verbindung zwischen den LGV-Gleisen und der Verbindung mit dem Gare de Besançon-Viotte. Die Eisenbahnstrecke, die den Bahnhof Besançon Franche-Comté TGV und den Bahnhof Besançon-Viotte verbindet, wurde für diese neue Nutzung ausgebaut (Bau einer Oberleitung und Erneuerung der Bauwerke).

## Betrieb
Die Fahrzeit des Pendelverkehrs zwischen den beiden Bahnhöfen wird mit zehn Minuten beziffert.
Die Bedienung und die Reisezeiten ab Besançon Franche-Comté TGV ist wie folgt (Auswahl, Stand Dezember 2011):
- Paris 9 H/R pro Tag; kürzeste Reisezeit: 1h 59.
- Lyon 5 H/R pro Tag; kürzeste Reisezeit: 1h 55.
- Marseille 3 H/R pro Tag; kürzeste Reisezeit: 3h 35.
- Montpellier 1 H/R pro Tag; kürzeste Reisezeit: 3h 50.
- Mulhouse 11 H/R pro Tag; kürzeste Reisezeit: 47 Minuten.
- Freiburg 1 H/R pro Tag; kürzeste Reisezeit: 1h 30.
- Strasbourg 5 H/R pro Tag; kürzeste Reisezeit: 1h 40.
- Lille 1 H/R pro Tag; kürzeste Reisezeit: 3h 10.
- Luxemburg 2 H/R pro Tag; kürzeste Reisezeit: 3h 10.
- Frankfurt 2 H/R pro Tag; kürzeste Reisezeit: 3h 35.
- Dijon 10 H/R pro Tag; kürzeste Reisezeit: 30 Minuten.

H = Hinfahrt
R = Rückfahrt